# 遠野市立小友小学校
遠野市立小友小学校（とおのしりつ おともしょうがっこう）は、岩手県遠野市小友にある市立小学校。

## 沿革
出典
- 1983年（昭和58年） - 小友小学校（旧）・鮎貝小学校・長野小学校・鷹鳥屋小学校の4校の統合により遠野市立小友小学校（新）創立（在校児童数は152名、教職員数は11名）。
- 1984年（昭和59年） - 校章と校歌を制定。
- 1986年（昭和61年） - 校旗作成委員会から校旗が寄贈される。
- 1988年（昭和63年） - プール完成、築山（キリン山と命名）設置、遠野市立小友小学校落成式挙行、野球バックネット取付工事。
- 1989年（平成元年） - PTA奉仕活動により、学校花壇設置。
- 1991年（平成3年） - かぜの子学級（特殊学級）新設。
- 1995年（平成7年） - スクールバスを更新、発進式挙行。
- 2002年（平成14年） - プール上屋落成式挙行、開校20周年記念式典挙行。
- 2009年（平成21年） - スクールバス更新。
- 2010年（平成22年） - プール塗装工事・ろ過器更新。
- 2013年（平成25年） - 開校30周年記念式典挙行。
- 2016年（平成28年） - 複式教室黒板設置、遊具更新。
- 2018年（平成30年） - キュービックブロック塀をフェンスに取り替え完了。
- 2020年（令和2年） - 普通教室にエアコン設置。

## 教育目標
- 1 「進んで学びよく考える子ども」
  - ① 自分の考えを進んで発表します。
  - ② 学習習慣を身につけ、進んで学習に取組みます。
- 2 「明るくて思いやりのある子ども」
  - ① 相手のことを考えて行動します。
  - ② 人の役に立つよう進んで行動します。
- 3 「健康でねばり強い子ども」
  - ① めあてを決めて進んで運動します。
  - ② 規則正しく生活し、健康な体をつくります。

## 通学区域
- 遠野市小友町[2]

## 進学先中学校
- 進学先中学校は遠野市立遠野西中学校である[3]

## 周辺
- 遠野市役所小友地区センター - 敷地が隣接。
- 社会福祉法人遠野市保育協会岩滝保育園 - 進学前保育園のひとつ
- 鷹鳥屋川
- このほか、寺社なども点在する。

## 交通アクセス
- JR東日本釜石線遠野駅から、岩手県交通バス「荷沢峠・小友線」で、「小友」バス停下車後、徒歩約400m・約6分（直線距離は約280mだが、道路の関係でやや遠廻りとなる）。

遠野駅からのバス所要時間は「小友」バス停まで31分。小友バス停から遠野駅行は36分～57分(平日)・47分(土日)。